# Jhansi (divisie)

Ligging in Uttar Pradesh

Jhansi is een divisie binnen de Indiase deelstaat Uttar Pradesh. De divisie Jhansi bestaat uit de districten:
- Jalaun
- Jhansi
- Lalitpur